# Grönsö, Gryts skärgård
För andra betydelser, se Grönsö.
Grönsö är en ö i Valdemarsviks kommun i Gryts skärgård. Ön består till största delen bergig hällmarksskog, men på de sandiga partierna på öns centrala och södra del växer ädellövskog och här finns också en del jordbruksmark.
Grönsö tillhörde från början Kråkmarö by och användes för bete och slåtter. År 1885 byggdes två stycken hemman på Grönsö. Peter Gerdehags film Den vackraste ön handlar om Grönsö.